# Persedea exquisita
Persedea exquisita là một loài ruồi trong họ Tachinidae.